# 金恩·伍德林
尤金·理查德·伍德林（英語：Eugene Richard Woodling，1922年8月16日—2001年6月2日），為美國職棒大聯盟的外野手。他是洋基隊在1940年代末至1950年代初拿下世界大賽冠軍五連霸的班底之一。
伍德林非常擅長打平飛安打，他在世界大賽的生涯打擊率高達3成18。他的防守能力也相當優異，他在洋基隊的期間從來沒有讓自己的單季失誤次數超過3次。
在離開洋基後，伍德林輾轉許多球隊，最後加入剛擴編的大都會。他在退休後轉職成為教練和球探。

## 職業生涯
伍德林在1940年加入印地安人體系，開啟職棒生涯。他在1943年登上大聯盟，不過後面兩年因為二戰加入美軍服役，他一直到1946年才又回到大聯盟。1940年代中期，伍德林在小聯盟拿了四次打擊王。
1949年，伍德林加入洋基隊，他也在這年開始嶄露頭角。他在洋基隊6年，參與了球隊的冠軍五連霸。當時洋基總教練對於伍德林的速度和傳球臂力給予高度讚賞，因此他也和漢克·鮑爾輪流上場。1952年，伍德林成為大聯盟首位代打敲出三壘安打的選手。1953年，伍德林打出生涯年。那年他的上壘率4成29為美聯第一。
1954年，伍德林因為手臂受傷導致身手下滑。11月17日，金鶯和洋基進行了一場多達17名球員的交易案，其中伍德林、鮑伯·托利和唐·拉森都在交易案的包裹內。
1957年，伍德林再次打出生涯高峰。該年他的打擊率3成21，外帶19轟與78分打點的成績都是個人生涯新高。他在生涯最後一年加入剛成立的大都會隊，球季結束後，因為他和球隊薪資談判破局，因此他遭到球隊釋出。
總計伍德林17年職棒生涯，打擊率為2成84，並敲出147轟與830分打點。生涯五次打擊率突破3成，世界大賽打擊率高達3成18。

## 退休之後
1963年11月20日，伍德林成為金鶯隊的一壘教練。他也隨隊拿下了1966年世界大賽的冠軍，後來他在1967年球季結束後離開金鶯隊。之後他還到了洋基與印地安人擔任球探。
2001年6月2日，伍德林在俄亥俄州的護理之家去世，享年78歲。

## 外部連結
- 球員資訊和成績在MLB，ESPN，Baseball-Reference，Fangraphs（英文）